# جيريمي غوثري
جيريمي غوثري (بالإنجليزية: Jeremy Guthrie)‏ هو لاعب كرة قاعدة أمريكي، ولد في 8 أبريل 1979 في روزبيرغ في الولايات المتحدة.

## وصلات خارجية
- جيريمي غوثري على موقع دوري كرة القاعدة الرئيسي (الإنجليزية)
- جيريمي غوثري على موقع دوري أستراليا لكرة القاعدة (الإنجليزية)
- جيريمي غوثري على موقعبيزبول رفرنس.كوم (الدوري الرئيسي) (الإنجليزية)
- جيريمي غوثري على موقعبيزبول رفرنس.كوم (الدوري الثانوي) (الإنجليزية)
- جيريمي غوثري على موقع إي إس بي إن.كوم (أم.أل.بي) (الإنجليزية)
- جيريمي غوثري على موقع مشجعي الرسوم البيانية (الإنجليزية)